# Richard Watkins
Richard Watkins es un trompista inglés internacionalmente conocido por sus interpretaciones como solista y en música de cámara.  

## Biografía
Richard Watkins fue primer trompa de la Orquesta Philharmonia desde 1985 a 1996, puesto que abandonó para dedicarse más plenamente a su carrera como solista. Es miembro del Nash Ensemble. Ha actuado como solista en el Royal Festival Hall y el Barbican Centre. Ha trabajado bajo las batutas de Carlo Maria Giulini, Wolfgang Sawallisch, Leonard Slatkin, Giuseppe Sinopoli, Andrew Davis y Gennadi Rozhdestvensky. Es invitado a impartir clases magistrales tanto en su país como en el extranjero. Es profesor invitado de trompa del Royal College of Music y es titular de la cátedra de trompa Dennis Brain en la Royal Academy of Music de la que, en 1992, fue nombrado miembro de la junta de gobierno.
Richard Watkins está muy dedicado a la promoción de la música contemporánea para trompa. Peter Maxwell Davies le dedicó su obra Sea Eagle en 1983. Desde entonces Watkins ha actuado en varios estrenos absolutos: 
- Capriccio de David Matthews, en un concierto ofrecido en Wigmore Hall para conmemorar el 70 Aniversario de Dennis Brain.
- The Sun of Venice de Nigel Osborne, con la Orquesta Philharmonia.
- En 2000 Concierto para trompa de Maxwell Davies, con la Royal Philharmonic Orchestra en el Barbican Centre, así como el debut alemán de la obra.
- En 2001 Concierto para trompa de Colin Matthews, con Esa-Pekka Salonen y la Orquesta Philharmonia, en el Royal Festival Hall. Grabó esta obra con la Halle Orchestra y Mark Elder para el sello Chandos.

## Grabaciones
Entre sus grabaciones más recientes se encuentran: 
- Conciertos para trompa de Malcolm Arnold para el sello Conifer.
- Sinfonía concertante para violín, viola y orquesta de Mozart con la Orquesta Philharmonia, dir. Giuseppe Sinopoli para Deutsche Grammophon.
- Conciertos para trompa de Mozart, dir. Richard Hickox para el sello Pickwick.
- Concierto para trompa de Reinhold Glière, dir. Edward Downes.
- Concierto para trompa y violín de Ethel Smyth para el sello Chandos.

También ha grabado otras piezas de música de cámara, tanto como solista y como músico de cámara para diversos sellos.